# Susumu Fujita
Susumu Fujita (藤田 進 Fujita Susumu?,  Fukuoka, Japón, 8 de enero de 1912 – Shibuya, Japón, 23 de marzo de 1991) fue un actor japonés que hizo el papel de protagonista en La leyenda del gran judo, la primera película de Akira Kurosawa. Apareció en otras dos películas de Kurosawa: Los hombres que caminan sobre la cola del tigre (como Togashi) y La fortaleza escondida (como general Tadokoro).